# Всеволожский, Владимир Всеволодович (1863)
Владимир Всеволодович Всеволожский (24 мая (5 июня) 1863 — 1936) — русский, советский художник.

## Биография
Родился в Москве. Принадлежал к младшей ветви дворянского рода Всеволожских. Отец — Всеволод Александрович Всеволожский (1822—1888), отставной поручик, совладелец Пожевских железоделательных заводов. Мать — правнучка полководца А. В. Суворова Лидия Александровна Талызина (1833—1891).
В 1883 году поступил в Московское училище живописи, ваяния и зодчества, окончил его в 1887 году и в том же году женился. С 1888 года — совладелец Пожевских железоделательных заводов.
С 1897 года регулярно принимал участие в выставках. Работал в области станковой живописи и графики; писал пейзажи, натюрморты. Участвовал в выставках Московского товарищества художников. Жил в Москве «во 2-м участке Сущёвской части», где вместе с женой и ещё двумя вкладчиками учредил в июле 1898 года торговый дом «В. Всеволожский и Кº», который занимался продажей строительных материалов. 
Экспонировал свои произведения на выставках объединения «Звено» (1917), художественного кружка «Среда» (1918), 2-й выставке картин профессионального союза художников-живописцев (1918), 2-й Государственной выставке картин (1919) в Москве.
Репрессирован в 1936 году. Обстоятельства смерти неизвестны.

## Семья
Был женат на Евгении Яковлевне Тяжеловой (Тяжёлой) (1867—28.06.1918) (по некоторым данным дочь статского советника).  
Венчание состоялось в Москве 29 июня 1887 года.
В браке у них родились две дочери: Юлия (27.03.1888—09.09.1966) и Лидия (18.08.1889–27.01.1942). 
Евгения Яковлевна Всеволожская — автор книги «Очерки крестьянского быта Самарского уезда» (1895). Умерла в 1918 году, похоронена в Москве на кладбище Новодевичьего монастыря.